# Movimento Civico R.E.T.E.
Il Movimento Civico R.E.T.E. (Rinnovamento – Equità – Trasparenza – Ecosostenibilità) è un partito politico sammarinese fondato nel 2012.
Alle elezioni politiche del 2019, insieme al partito Domani Motus Liberi, facendo parte della coalizione Domani in Movimento, il Movimento Civico R.E.T.E. ha guadagnato il 18,23% dei voti, e il 24,73% la coalizione, ottenendo così 11 seggi su 60 al Consiglio Grande e Generale.

## Storia
Il movimento è nato nell'estate del 2012, poco prima delle elezioni, insieme ad altri movimenti (Movimento 3.0, Per San Marino, Movimento Civico10) come reazione alla crisi economica, sociale e politica che San Marino stava attraversando in quel periodo.
Dopo le elezioni politiche del 2019 costituisce una maggioranza insieme al Partito Democratico Cristiano Sammarinese, a Domani Motus Liberi e a Noi per la Repubblica. Nel 2023 annuncia il passaggio all'opposizione.

## Risultati elettorali e Consiglieri in Consiglio Grande e Generale
| Elezione       | Voti  | %     | Seggi   |
| -------------- | ----- | ----- | ------- |
| Politiche 2012 | 1 243 | 6,28  | 4 / 60  |
| Politiche 2016 | 3 561 | 18,33 | 8 / 60  |
| Politiche 2019 | 3 276 | 18,23 | 11 / 60 |
| Politiche 2024 | 922   | 5,07  | 3 / 60  |

Il gruppo consigliare di Movimento Civico R.E.T.E. dal 2016 al 2019 era formato da:
- Marianna Bucci
- Roberto Ciavatta
- Elena Tonnini
- Grazia Zafferani
- Gian Matteo Zeppa
- Gloria Arcangeloni
- Davide Forcellini
- Sandra Giardi

Il gruppo consigliare di Movimento Civico R.E.T.E. dal 2019 è formato da:
- Gian Matteo Zeppa
- Elena Tonnini
- Roberto Ciavatta
- Marianna Bucci
- Paolo Rondelli
- Marco Nicolini
- Giovanni Maria Zonzini
- Sandra Giardi
- Emanuele Santi
- Adele Tonnini
- Grazia Zafferani